# 操震球
操震球（1902年—1995年），男，安徽怀宁人，中国教育家、政治人物，曾任安徽省政协副主席，中国民主同盟中央委员会委员。